# Јокса Милосављевић
Јокса Милосављевић (Таково, 1781 — Пожаревац, 18. март 1837) био је кнез Пожаревачке нахије, велики сердар подунавски и државни саветник.

## Биографија
Јокса Милосављевић био је ожењен Милицом Стефановић, ћерком војводе Јована Стефановића. Њихови потомци се презивају Јоксић.
Био је устанички војвода у Карађорђевој војсци. Током Другог српског устанка био је међу првима који су стали на страну кнеза Милоша Обреновића. Као крајњи исход тога што је био један од Милошевих најпоузданијих људи, кнез га је 1817. године поставио за старешину Поречке нахије, а кнез Пожаревачке нахије постао после четири године. Потом је био премештен у Брусницу па у Чачак, све док није био враћен назад у Пожаревац и постављен за великог сердара подунавског током реорганизације кнежевине. Током свог боравка у Пожаревцу бринуо је о кнежевој породици.
До смрти 18. марта 1837. године био је велики пријатељ кнеза Милоша.
Путописац Ото Дубислав Пирх описује га на следећи начин: „Висок и сув, са два пиштоља, огрнут огртачем од скерлета”.